# Joan Shakespeare
Joan Shakespeare (* 1569 in Stratford-upon-Avon; † 1646 ebenda) war eine von drei Schwestern William Shakespeares.

## Biografie
Joan Shakespeare kam 1569 als eines von acht Kindern in Stratford-upon-Avon zur Welt. Ihre Eltern waren John Shakespeare und Mary Shakespeare. Sie hatte eine Schwester, die ebenfalls Joan mit Vornamen hieß, jedoch im Kindesalter verstarb. Getauft wurde sie am 15. April 1569. Später heiratete Joan Shakespeare einen Hutmacher namens William Hart, mit dem sie vier Kinder bekam: William (1600–1639), Mary (1603–1606), Thomas (1605–1661) und Michael (1608–1618). Über ihren Ehemann ist wenig bekannt, abgesehen von der Tatsache, dass er 1600 und 1601 wegen Schulden verklagt wurde. Sie lebte für den Rest ihres Lebens in Stratford-upon-Avon in der Henley Street, wo sie 1646 im Alter von 77 Jahren starb. Beerdigt wurde Joan Shakespeare am 4. November 1646.